# Redline (2009)
Redline (Japans: レッドライン) is een Japanse sciencefiction-animatiefilm uit 2009 onder regie van Takeshi Koike.

## Verhaal
Redline is de naam van een illegale autorace die iedere keer op een andere locatie plaatsvindt. Het evenement is bijzonder populair maar wordt tevens beschouwd als een van de zwaarste en gevaarlijkste races. De kijker volgt JP, een jonge, onstuimige coureur die het kwalificatietoernooi voor Redline verliest maar toch mee mag doen nadat 2 geplaatste coureurs zich terug trekken. De Redline race vindt plaats op een planeet genaamd Roboworld waar de militaristische leider besloten heeft dat er geen plaats is voor de Redline race op zijn planeet. Hij waarschuwt alle deelnemers dat zijn militaire troepen er alles aan zullen doen de race te stoppen. JP moet afrekenen met zijn twijfelachtige verleden, een zeer populaire tegenstander (Sonoshee McLaren), en de Roboworld troepen wil hij Redline winnen.

## Productie
Ondanks dat Redline een recente film is werd alle animatie met de hand getekend, in tegenstelling tot de meeste andere animatiefilms die met computers gemaakt worden. Dit resulteerde in een productietijd van 7 jaar en meer dan 100.000 handgemaakte tekeningen.

## Reacties
Redline wordt gezien als een van de beste anime films uit recente jaren. De film heeft een 7.5/10 rating op IMDB en een 8.35/10 rating op MyAnimeList.

## Stemmen
- Takuya Kimura als JP
- Jû Aoi als Sonoshee
- Tadanobu Asano als Frisbee